# Molières-Glandaz
Pour les articles homonymes, voir Molières.
Molières-Glandaz est une ancienne commune française située dans le département de la Drôme en région Auvergne-Rhône-Alpes.
Elle est devenue, le 1er janvier 2016, une commune déléguée de la commune nouvelle de Solaure-en-Diois.
Ses habitants sont dénommés les Molièrois et Molièroises.

## Géographie
Molières-Glandaz est situé à 4 km de Die (chef-lieu de canton).

### Relief et géologie
Sites particuliers :
- Massif du Glandasse[1].
- Le Dèves (1 053 m)[1] ou le Devès[2].

### Hydrographie
Le territoire est arrosé par :
- la Drôme[2] ;
- le ruisseau des Allées[2] ; il était dénommé Allèze en 1891[3].
- le ruisseau du Clot[2].

## Urbanisme

### Morphologie urbaine

#### Quartiers, hameaux et lieux-dits
Site Géoportail (carte IGN) :
- Cataris
- Charroux
- Gervanne
- le Devès
- le Péage
- le Plat
- les Tiogaux
- Mille Aures
- Pephiliore
- Serre de Péchovat
- Serre Taillas
- Trois Pierre

## Toponymie

### Attestations
Dictionnaire topographique du département de la Drôme :
- 1224 : castrum de Molleriis (cartulaire de Die, 59).
- XVIIe siècle : Moulière (parcellaire de Die).
- 1891 : Molières, commune du canton de Die.

(non daté)[réf. nécessaire] : Molières-Glandaz.

### Étymologie
Molières
Les molières sont des prairies mouillées.
Glandaz

## Histoire

### Du Moyen Âge à la Révolution
La seigneurie : au point de vue féodal, Molières faisait partie de la terre et baronnie d'Aix.
Possession des comtes de Diois, puis des évêques de Die (suzerains des comtes au XIIIe siècle).
Avant 1790, Molières était une communauté de l'élection de Montélimar, subdélégation de Crest et du bailliage de Die. Elle faisait partie de la paroisse d'Aix.

### De la Révolution à 2016
En 1790, la commune est comprise dans le canton de Châtillon-en-Diois. La réorganisation de l'an VIII (1799-1800) la fait entrer dans le canton de Die.
Le 1er janvier 2016, elle est devenue, une commune déléguée de la commune nouvelle de Solaure-en-Diois.

## Politique et administration

### Liste des maires
| Période                                                                      | Période | Identité         | Étiquette        | Qualité       |
| ---------------------------------------------------------------------------- | ------- | ---------------- | ---------------- | ------------- |
| Les données manquantes sont à compléter. : de la Révolution au Second Empire |         |                  |                  |               |
| 1790                                                                         | 1871    | ?                |                  |               |
| Les données manquantes sont à compléter. : depuis la fin du Second Empire    |         |                  |                  |               |
| 1871                                                                         | 1874    | ?                |                  |               |
| 1874                                                                         | 1878    | ?                |                  |               |
| 1878                                                                         | 1884    | ?                |                  |               |
| 1884                                                                         | 1888    | ?                |                  |               |
| 1888                                                                         | 1892    | ?                |                  |               |
| 1892                                                                         | 1896    | ?                |                  |               |
| 1896                                                                         | 1900    | ?                |                  |               |
| 1900                                                                         | 1904    | ?                |                  |               |
| 1904                                                                         | 1908    | ?                |                  |               |
| 1908                                                                         | 1912    | ?                |                  |               |
| 1912                                                                         | 1919    | ?                |                  |               |
| 1919                                                                         | 1925    | ?                |                  |               |
| 1925                                                                         | 1929    | ?                |                  |               |
| 1929                                                                         | 1935    | ?                |                  |               |
| 1935                                                                         | 1945    | ?                |                  |               |
| 1945                                                                         | 1947    | ?                |                  |               |
| 1947                                                                         | 1953    | ?                |                  |               |
| 1953                                                                         | 1959    | ?                |                  |               |
| 1959                                                                         | 1965    | ?                |                  |               |
| 1965                                                                         | 1971    | ?                |                  |               |
| 1971                                                                         | 1977    | ?                |                  |               |
| 1977                                                                         | 1983    | ?                |                  |               |
| 1983                                                                         | 1989    | Marcel Barnier   |                  |               |
| 1989                                                                         | 1995    | ?                |                  |               |
| 1995                                                                         | 2001    | ?                |                  |               |
| 2001                                                                         | 2008    | Michel Roux      |                  |               |
| 2008                                                                         | 2014    | Charles Métivier | PCF              |               |
| 2014                                                                         | 2016    | Maurice Mollard  | (Sans étiquette) | fonctionnaire |

## Population et société

### Démographie
L'évolution du nombre d'habitants est connue à travers les recensements de la population effectués dans la commune depuis 1793. À partir du 1er janvier 2009, les populations légales des communes sont publiées annuellement dans le cadre d'un recensement qui repose désormais sur une collecte d'information annuelle, concernant successivement tous les territoires communaux au cours d'une période de cinq ans. 
Pour les communes de moins de 10 000 habitants, une enquête de recensement portant sur toute la population est réalisée tous les cinq ans, les populations légales des années intermédiaires étant quant à elles estimées par interpolation ou extrapolation. Pour la commune, le premier recensement exhaustif entrant dans le cadre du nouveau dispositif a été réalisé en 2007,.
En 2013, la commune comptait 105 habitants, en évolution de −16 % par rapport à 2008 (Drôme : +3,35 %, France hors Mayotte : +2,49 %).
| 1793 | 1800 | 1806 | 1821 | 1831 | 1836 | 1841 | 1846 | 1851 |
| ---- | ---- | ---- | ---- | ---- | ---- | ---- | ---- | ---- |
| 89   | 67   | 76   | 95   | 101  | 87   | 95   | 108  | 111  |

| 1856 | 1861 | 1866 | 1872 | 1876 | 1881 | 1886 | 1891 | 1896 |
| ---- | ---- | ---- | ---- | ---- | ---- | ---- | ---- | ---- |
| 106  | 118  | 126  | 110  | 105  | 100  | 130  | 99   | 94   |

| 1901 | 1906 | 1911 | 1921 | 1926 | 1931 | 1936 | 1946 | 1954 |
| ---- | ---- | ---- | ---- | ---- | ---- | ---- | ---- | ---- |
| 95   | 110  | 103  | 81   | 86   | 86   | 87   | 80   | 78   |

| 1962 | 1968 | 1975 | 1982 | 1990 | 1999 | 2007 | 2012 | 2013 |
| ---- | ---- | ---- | ---- | ---- | ---- | ---- | ---- | ---- |
| 81   | 84   | 79   | 100  | 102  | 113  | 118  | 107  | 105  |

### Manifestations culturelles et festivités
- Fête (en 1992) : troisième dimanche d'août[1].

### Loisirs
- Chasse[1].

## Économie

### Agriculture
En 1992 : vignes (vins AOC Châtillon-en-Diois et Clairette de Die), pâturages (ovins).

## Culture locale et patrimoine

### Lieux et monuments
- Vieux village partiellement ruiné[1].

### Héraldique, logotype et devise
|  | Molières-Glandaz possède des armoiries dont l'origine et le blasonnement exact ne sont pas disponibles. |